# Wilmington Bombers
Los Wilmington Bombers, conocidos originalmente como Wilmington Blue Bombers, fueron un equipo de baloncesto estadounidense que jugó en la ABL entre 1941 y 1947. Tenía su sede en la ciudad de Wilmington, Delaware. En 1963 surgió nuevamente un equipo con la misma denominación, Wilmington Blue Bombers, que compitió en la EPBL.

## Historia
Los Wilmington Blue Bombers nacieron en 1941, inscribiéndose en la ABL, donde en su primera temporada, liderados por Ed Sadowski, consiguieron ganar las dos mitades del campeonato, proclamándose campeones sin la necesidad de jugar un playoff. Tras un parón de un año, regresaron a la competición como Wilmington Bombers en 1943, y tras ganar la primera mitad de la competición, se enfrentaron en las finales a los Philadelphia Sphas, a los que derrotaron en siete partidos tras ir perdiendo por 3-1. Sadowski, con 8,7 puntos por partido, y Angelo Musi, con 7,6, fueron los jugadores más destacados.

## Trayectoria
| Año     | Liga | Temp. Regular                | Playoffs |
| ------- | ---- | ---------------------------- | -------- |
| 1941/42 | ABL  | 1º (1ª mitad); 1º (2ª mitad) | Campeón  |
| 1943/44 | ABL  | 1º (1ª mitad); 3º (2ª mitad) | Campeón  |
| 1944/45 | ABL  | 3º                           | Playoffs |
| 1945/46 | ABL  | 4º                           | Playoffs |
| 1946/47 | ABL  | 5º, Southern                 |          |